# 内禀矫顽力
使磁体内部微观磁偶极矩矢量和降为0时施加的反向磁场强度，称为内禀矫顽力（Hcj）。
内禀矫顽力区别于矫顽力（Hcb）。当反向磁场H=Hcb时，虽然对外磁感应强度表现为零，但此时磁体本身的剩余磁化强度（Br）并不为零，只是所加的反向磁场与Br的作用相互抵消。而当反向磁场H=Hcj时，磁体的剩余磁化强度降为0。
内禀矫顽力的大小与稀土永磁体的温度稳定性密切相关，内禀矫顽力越高，温度稳定性越好。